# Australian Classification Board
 For alternative betydninger, se Office of Film and Literature Classification. (Se også artikler, som begynder med Office of Film and Literature Classification)
Office of Film and Literature Classification er et regeringskontor der klassificerer biograffilm, computerspil og andre udgivelser.
Efter australsk lovgivning skal hver film, computerspil, om det er produceret indenlandsk eller udenlandsk, klassificeres før det kan udgives til offentligheden. Der er meget få begrænsninger for dette.
Man har oprettet et website hvor alskens film er blevet klassificeret af forskelligt personale og offentliggjort på en meget overskuelig måde.
Klassifikationen går på ulovlig/lovlig til udgivelse eller hvilken aldersgruppe der ikke bør se/spille. Derudover er der også angivet hvilket land udgivelsen kommer fra og sådan noget.